# Bidarray
Bidarray (en francés y oficialmente; en euskera Bidarrai) es una localidad y comuna francesa, situada en el departamento de Pirineos Atlánticos, en la región de Aquitania. Pertenece al territorio histórico vascofrancés de Baja Navarra, atravesada por el río Nive.
Administrativamente también depende del Distrito de Bayona y del cantón de Montaña Vasca.

## Heráldica
En campo de gules, una cruz recrucetada de Roncesvalles, de oro, acostada de dos veneras del mismo metal, una en cada flanco.

## Demografía
| Gráfica de evolución demográfica de Bidarray entre 1800 y 2012 |
|                                                                |

Fuentes: Ldh/EHESS/Cassini e INSEE.